# Milan Lucic
Milan Lucic (* 7. Juni 1988 in Vancouver, British Columbia) ist ein kanadischer Eishockeyspieler mit serbischen Vorfahren, der zuletzt bis Juli 2024 erneut bei den Boston Bruins aus der National Hockey League unter Vertrag stand. Zuvor war der linke Flügelstürmer bereits von 2007 bis 2015 für die Bruins sowie für die Los Angeles Kings, Edmonton Oilers und Calgary Flames in der NHL aktiv. Mit Boston gewann er im Jahr 2011 den Stanley Cup, ebenso wie mit der kanadischen Nationalmannschaft die Goldmedaille bei der Weltmeisterschaft 2023. Sein Onkel Dan Kesa war ebenfalls professioneller Eishockeyspieler in der NHL.

## Karriere

### Anfänge im Juniorenbereich (2004–2007)
Milan Lucic begann seine Karriere 2004 in der zweitklassigen kanadischen Juniorenliga British Columbia Hockey League bei den Coquitlam Express, wo er eine solide Saison mit 23 Punkten in 50 Spielen absolvierte und auch einmal für die Vancouver Giants in der Western Hockey League, einer der drei wichtigsten Nachwuchsligen Kanadas, zum Einsatz kam. In der Saison 2005/06 gehörte er schließlich zum festen Bestandteil der Giants, konnte aber noch nicht mit seinen offensiven Qualitäten überzeugen, als er in 62 Spielen nur neun Tore erzielte und zehn vorbereitete. Zum Saisonende gewann Lucic mit den Vancouver Giants den President’s Cup. Im NHL Entry Draft 2006 wählten ihn die Boston Bruins in der zweiten Runde an Position 50 aus.
Während der Saison 2006/07 entwickelte sich Lucic zu einer wichtigen Stütze seiner Mannschaft und führte die Giants mit 68 Scorerpunkten an. Nachdem sie in den Playoffs der WHL bis ins Finale eingezogen waren, nahmen sie als Gastgeber an der Finalrunde um den Memorial Cup teil, die sie schließlich nach einem 3:1-Sieg im Finale gegen die Medicine Hat Tigers gewannen. Lucic führte zusammen mit Mannschaftskamerad Michal Řepík und Tom Sestito von den Plymouth Whalers die Scorerliste mit je sieben Punkten in fünf Spielen an und erhielt die Stafford Smythe Memorial Trophy als wertvollster Spieler der Memorial-Cup-Finalrunde.

### Boston Bruins (2007–2014)

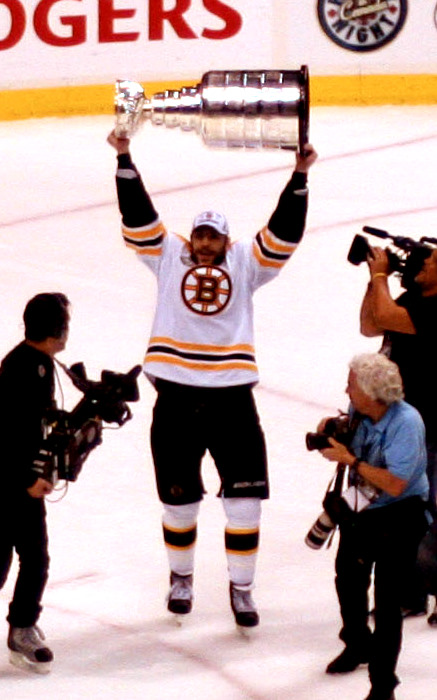
Lucic mit dem Stanley Cup (2011)

Am 2. August 2007 unterschrieb Lucic einen Einstiegsvertrag bei den Boston Bruins und führte noch im selben Monat die kanadische U20-Auswahl als Mannschaftskapitän in die Super Series gegen Russland. Kanada gewann die acht Spiele umfassende Serie mit 7:0-Siegen bei einem Unentschieden. Sein Debüt in der National Hockey League für Boston gab er am 5. Oktober 2007 und eine Woche später erzielte er sein erstes Tor im Spiel gegen die Los Angeles Kings. Zudem erreichte Lucic im selben Spiel einen Gordie Howe Hattrick, da er neben dem Treffer auch einen Assist und eine Fünf-Minuten-Strafe wegen eines Faustkampfes verbuchen konnte. Lucic konnte sich mit seinen Leistungen auf Anhieb im NHL-Kader etablieren und absolvierte im Laufe der Spielzeit 2007/08 insgesamt 77 Partien, in denen er acht Treffer und 19 Torvorlagen erzielte. Im dritten Spiel des Eastern Conference Viertelfinale gegen die Canadiens de Montréal gelang ihm schließlich auch das erste Playoff-Tor seiner NHL-Karriere. Im Oktober 2008 gelang dem Kanadier im Spiel gegen die Atlanta Thrashers der erste Hattrick in der höchsten Spielklasse Nordamerikas. Lucic konnte seine Offensivleistungen weiter steigern und beendete die Saison 2008/09 mit 42 Scorerpunkten aus 72 Partien. In den Playoffs konnte der Angreifer an seine Leistung aus der Hauptrunde anknüpfen und markierte neun Scorerpunkte in zehn Spielen, wobei die Bruins in der zweiten Runde gegen die Carolina Hurricanes ausschieden.
Im Oktober 2009 verlängerte Lucic seinen Vertrag in Boston um drei Jahre bei einem kolportierten Gesamtgehalt von 12,3 Millionen US-Dollar. Die erste Hälfte der Saison 2009/10 war für den Linksschützen von häufigen Verletzungsproblemen gekennzeichnet, so brach er sich im Spiel gegen die Dallas Stars bei einem Check gegen Stéphane Robidas einen Finger und fiel daraufhin einen Monat aus, ehe er sich kurz nach seiner Rückkehr im Spiel gegen die Minnesota Wild seinen Fuß verstauchte und weitere 18 Partien ausfiel. Infolgedessen bestritt Lucic lediglich 50 Partien in der Hauptrunde, welche er mit neun Toren und 20 Assists abschloss. In den Play-offs gelangen ihm insgesamt neun Scorerpunkte, wobei er in der zweiten Runde gegen die Philadelphia Flyers fünf Torerfolge markierte, jedoch das Ausscheiden seiner Mannschaft nicht verhindern konnte.
Im November 2008 erzielte der Flügelstürmer im Spiel gegen die Florida Panthers einen natural hat-trick, d. h. ihm gelangen drei Tore innerhalb eines Drittels. Beim Spiel gegen Atlanta im Dezember 2009 griff Lucic in einen Faustkampf zwischen Teamkollege Andrew Ference und Gegenspieler Freddy Meyer, welcher Lucic zuvor hart gecheckt hatte, ein und erhielt daraufhin eine Spieldauerstrafe. Anschließend wurde Lucic von der NHL mit einer Geldstrafe von 3.500 US-Dollar belegt, wobei sowohl das Eingreifen in den Faustkampf als auch seine obszönen Gesten in Richtung der gegnerischen Spielerbank unmittelbar danach bestraft wurden. Im weiteren Verlauf der Spielzeit 2010/11 konnte Lucic seine Offensivstärke im Rahmen seiner Rolle als Power Forward vermehrt zur Geltung bringen und brachte es auf 30 Saisontore, was ihn zum erfolgreichsten Torschützen innerhalb der Mannschaft machte. Beim Stanley-Cup-Gewinn seiner Mannschaft erzielte der Kanadier lediglich 12 Scorerpunkte in 25 Play-off-Partien, wobei er während der post-season zeitweise mit einem gebrochenen Zeh sowie einer Nasennebenhöhlenentzündung spielte. Im folgenden Jahr konnte Lucic an seine starken Auftritte aus der Vorsaison anknüpfen und erzielte 61 Scorerpunkte, konnte jedoch in den Play-offs mit lediglich drei Torvorlagen in sieben Partien kaum Akzente setzen und schied mit seiner Mannschaft in der ersten Runde gegen die Washington Capitals aus. In der durch den Lockout verkürzten Spielzeit 2012/13 erreichten die Bruins erneut das Stanley-Cup-Finale, wobei Lucic mit insgesamt 19 Scorerpunkten in 22 Playoff-Spielen einige starke Auftritte zeigte, die Endspielniederlage gegen die Chicago Blackhawks jedoch nicht verhindern konnte.

### Los Angeles, Edmonton, Calgary und Rückkehr nach Boston (seit 2015)
Am 26. Juni 2015 wurde Milan Lucic im Vorfeld des NHL Entry Draft 2015 zu den Los Angeles Kings transferiert, die im Gegenzug Martin Jones, Colin Miller und ihr Erstrunden-Wahlrecht des Drafts an die Boston Bruins abgaben. In Los Angeles verbrachte Lucic die Saison 2015/16, erhielt darüber hinaus jedoch keinen neuen Vertrag. Daher unterzeichnete er im Juli 2016 als Free Agent einen Siebenjahresvertrag bei den Edmonton Oilers, der ihm ein Jahresgehalt von sechs Millionen US-Dollar einbringen soll. Bei den Oilers ließen die Leistungen des robusten Angreifers ab dem zweiten Vertragsjahr aber rapide nach, und er blieb mit 34 und 20 Punkten in den folgenden beiden Spieljahren weit hinter die in ihn gesetzten Erwartungen zurück.
Im Juli 2019 entschieden sich die Oilers schließlich dazu, die Zusammenarbeit mit Lucic zu beenden. Im Tausch für James Neal transferierten sie ihn innerhalb der Provinz Alberta zu den Calgary Flames, die darüber hinaus ein konditionales Drittrunden-Wahlrecht im NHL Entry Draft 2020 erhielten. Die Oilers übernahmen im Gegenzug weiterhin 12,5 Prozent von Lucic’ Gehalt. Gegen Ende der Spielzeit 2020/21 bestritt er im Trikot der Flames sein insgesamt 1000. Spiel der regulären Saison in der NHL.
Im Rahmen der Weltmeisterschaft 2023 feierte der 33-Jährige sein Debüt in der kanadischen Nationalmannschaft, mit der er am Turnierende den Weltmeistertitel gewann. In zehn Turniereinsätzen punktete der Stürmer viermal. Anschließend kehrte er im Juli 2023 als Free Agent zu den Boston Bruins zurück, nachdem die Flames seinen auslaufenden Vertrag nicht verlängert hatten. In Boston wiederum verpasste er allerdings aufgrund einer Knöchelverletzung nahezu die gesamte Spielzeit 2023/24, ehe sein auslaufender Vertrag im Sommer 2024 nicht verlängert wurde.

## Erfolge und Auszeichnungen
| - 2006 President’s-Cup-Gewinn mit den Vancouver Giants - 2007 Memorial-Cup-Gewinn mit den Vancouver Giants - 2007 Memorial Cup All-Star-Team - 2007 Stafford Smythe Memorial Trophy | - 2008 Teilnahme am NHL YoungStars Game - 2009 Teilnahme am NHL YoungStars Game (verletzungsbedingte Absage) - 2011 Stanley-Cup-Gewinn mit den Boston Bruins |

### International
- 2023 Goldmedaille bei der Weltmeisterschaft

## Karrierestatistik

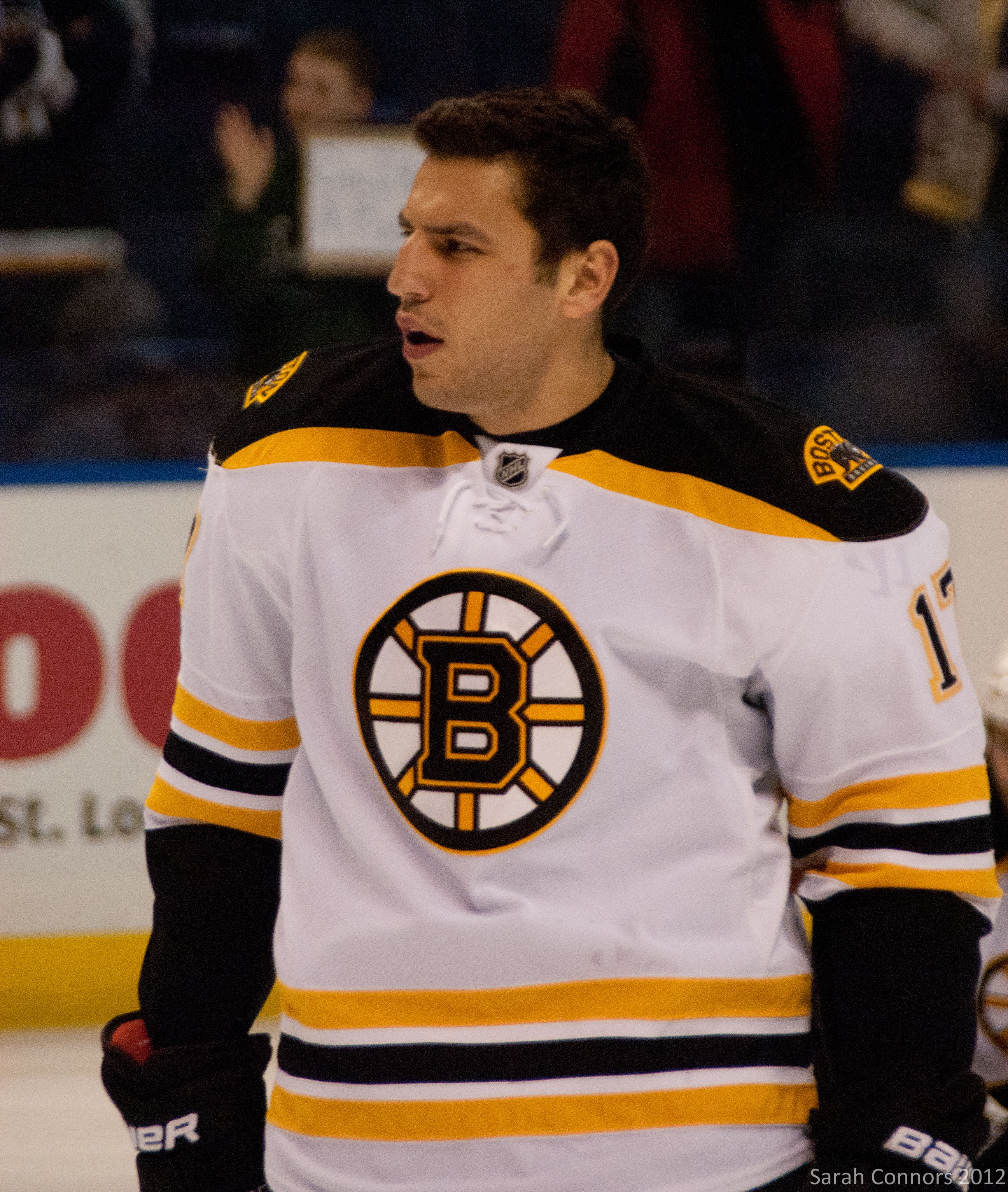
Lucic im Trikot der Bruins (2012)

Stand: Ende der Saison 2023/24

### International
Vertrat Kanada bei:
- Super Series 2007
- Weltmeisterschaft 2023

(Legende zur Spielerstatistik: Sp oder GP = absolvierte Spiele; T oder G = erzielte Tore; V oder A = erzielte Assists; Pkt oder Pts = erzielte Scorerpunkte; SM oder PIM = erhaltene Strafminuten; +/− = Plus/Minus-Bilanz; PP = erzielte Überzahltore; SH = erzielte Unterzahltore; GW = erzielte Siegtore; 1 Play-downs/Relegation; Kursiv: Statistik nicht vollständig)